# Gitte Hænning
För fiskefartyg med namnet Gitte Henning, se Gitte Henning (fartyg)
Gitte Hænning, ursprungligen Hænning-Johansson, född 29 juni 1946, är en dansk schlagersångare. Hon påbörjade sin karriär under 1950-talet, slog igenom på 1960-talet och har varit framgångsrik i Västtyskland. Hænning har även sjungit in skivor i Sverige under artistnamnet Gitte Henning. "We're Gonna Go Fishin'", "Kom ner på Jorden igen", "Man bör veta hur man ska säga nej" och "Det är så lätt att leva livet" (svensk version av Petula Clarks 'My Love') tillhör de mest bekanta sångerna.

## Biografi
Gitte Hænning var åtta år då hon uppträdde med sin far Otto Hænning och sjöng "Giftes med farmand". Hon var i slutet av 1950-talet en stor barnstjärna i Skandinavien med framträdanden i TV, film och på musikalscenen. Hon hade listettor i Danmark och Sverige och 1962 vann hon den danska uttagningen till Eurovision Song Contest med "Jeg snakker med mig selv" men som senare diskvalificerades.
Gitte Hænning började i slutet av 1950-talet att sjunga in plattor på tyska. I Tyskland ordnade Nils Nobach 1960 ett skivkontrakt med Electrola. Sitt stora genombrott fick Hænning 1963 med "Ich will ’nen Cowboy als Mann" som vann Deutsche Schlager-Festspiele i Baden-Baden och blev listetta. Hon firade även stora framgångar med Rex Gildo. Hon sjöng 1968 in skivan My Kind of World med Francy Boland Kenny Clark Big Band. Därigenom presenterade hon sig som jazzsångare.
Gitte Hænning deltog 1973 i Eurovision Song Contest, representerande Västtyskland; hennes låt "Junger Tag" kom på en 8:e plats. Henning har även varit med i flera danska filmer, bland andra "Han, Hun, Dirch och Dario". Hennes sång "Tag med ud og fisk" spelar en stor roll i 2020 års Se upp för Jönssonligan. Hon är bosatt i Berlin.

## Diskografi (urval)
Album
- 1963 – Gitte
- 1963 – Gitte Hænning
- 1965 – Gitte
- 1967 – Jeder Boy ist anders
- 1968 – Stop die Boys
- 1969 – Gitte Haenning Meets The Clarke-Boland Big Band
- 1969 – My Kind of World
- 1969 – Out of This World
- 1970 – Rendezvous mit Gitte
- 1974 – Begegnung mit Gitte
- 1975 – Ich bin kein Kind von Traurigkeit
- 1976 – Was wär' ich ohne Dich
- 1977 – Regenbogen
- 1980 – Bleib noch bis zum Sonntag!
- 1982 – Sig Det På En Søndag
- 1982 – Ungeschminkt
- 1983 – Berührungen
- 1987 – Jetzt erst recht
- 1993 – Liebster
- 1998 – My Favourite Songs
- 2001 – Songs for My Father
- 2004 – Johansson
- 2004 – Jazz
- 2007 – Misty: Die unveröffentlichten Jazz-Aufnahmen
- 2010 – Was ihr wollt

## Filmografi (urval)
- 1956 – Den kloge mand
- 1961 – Ullabella
- 1962 – Han, Hun, Dirch og Dario
- 1962 – Prinsesse for en dag
- 1962 – Midsommerdrøm i fattighuset (TV-film)
- 1964 – Jetzt dreht die Welt sich nur um dich
- 1964 – Liebesgrüße aus Tirol
- 1965 – ...und sowas muß um 8 ins Bett
- 1965 – Rendezvous mit Jo (TV-film)
- 1965 – So schön wie heut... (TV-film)
- 1966 – Dýmky
- 1967 – Den röda kappan
- 1968 – Karussell (TV-film)
- 1975 – Großes Glück zu kleinen Preisen (TV-film)
- 1979 – Noch 'ne Oper (TV-film)
- 1980 – Ein kleines Glück auf allen Wegen (TV-film)
- 2003 – Baltic Storm
- 2010 – Stilbruch (TV-serie)
- 2010–13 – Volle Kanne (TV-serie)